# Jan Petter Saltvedt
Jan Petter Saltvedt, född 5 augusti 1968 i Tønsberg, är en norsk journalist, krönikör, sportkommentator och programledare. Saltvedt är anställd av Norsk rikskringkasting (NRK) som sportjournalist. Saltvedt är utbildad vid Universitetet i Oslo och London School of Economics.
År 2020 tilldelades han Norske Idrettsleder-Veteraners Sportsjournalistpris.